# Paula Hawkins (política)
Paula Fickes Hawkins (Salt Lake City, 24 de janeiro de 1927 – Winter Park, 4 de dezembro de 2009) foi uma política norte-americana. Filiada ao Partido Republicano, foi Senadora dos Estados Unidos pelo estado da Flórida por um mandato, de janeiro de 1981 a janeiro de 1987. É, até a atualidade, a única mulher a ter representado a Flórida no Senado.
Natural do estado de Utah, Hawkins era a mais velha dos três filhos de Paul e Leone (Staley) Fickes. Em 1934, a família se instalou em Atlanta, na Geórgia. Os Fickes separaram-se, e Leone mudou-se com seus filhos para Logan, Utah. Hawkins completou o ensino médio na Cache High School em Richmond, Utah, em 1944. Ela estudou na Universidade do Estado de Utah antes de trabalhar como secretária do diretor de atletismo da universidade.
Em 1947, casou-se com Walter Eugene Hawkins. O casal instalou-se em Atlanta, onde Walter estudou engenharia elétrica e mais tarde construiu um negócio bem-sucedido. Os Hawkins criaram três filhos: Genean, Kevin e Kelly Ann. A família mudou-se para a Flórida em 1955, onde Paula envolveu-se pela primeira vez em assuntos públicos como ativista da comunidade e voluntária na organização local do Partido Republicano. Em 1968, co-gerenciou a campanha presidencial de Richard Nixon na Flórida. De 1972 a 1979, integrou a Comissão de Serviço Público da Flórida.
Em 1974, Hawkins foi derrotada na primária republicana para o Senado dos EUA. Em 1978, foi derrotada quando tentava ser Vice-Governadora do estado. Em 1980, concorreu ao Senado novamente, sendo desta vez eleita ao derrotar o Representante Bill Gunter com 51,7 por cento dos votos. No Senado, integrou os comitês do Trabalho e Recursos Humanos, o da Agricultura, Nutrição e Silvicultura, o de Relações Exteriores, entre outros. Após ser derrotada pelo Governador democrata Bob Graham quando tentou reeleger-se em 1986, Hawkins representou o país em uma comissão da Organização dos Estados Americanos e permaneceu ativa na política. Faleceu em dezembro de 2009, aos 82 anos de idade.